# 鹿児島市立犬迫小学校
鹿児島市立犬迫小学校（かごしましりつ いぬざこしょうがっこう）は、鹿児島県鹿児島市犬迫町にある市立小学校。1885年（明治18年）に八房簡易科小学校として開校。

## 概要
鹿児島市の中北部にある犬迫町のほぼ中心部に位置し、河頭地区を除く犬迫町が校区となる。全校生徒数が年々減少しつつあり、2005年には特認校に指定され、犬迫小学校校区外の地域からも通学できるようになった。また2010年現在で1学年あたり1学級となっている。

## 沿革
- 1885年（明治18年） - 八房簡易科小学校として開校[2]。
- 1892年（明治25年） - 犬迫尋常小学校に改称[2]。
- 1922年（大正11年） - 高等科を併置し、犬迫尋常高等小学校に改称[2]。
- 1941年（昭和16年） - 国民学校令施行に伴い、犬迫国民学校に改称[2]。
- 1947年（昭和22年） - 伊敷村立犬迫小学校に改称[2]。
- 1950年（昭和25年） - 伊敷村が鹿児島市に編入され、鹿児島市立犬迫小学校に改称。
- 2007年（平成19年） - 児童数68名
- 2022年（令和5年 ) - 犬迫小学校創立130周年記念実行委員会による記念事業実施

## 生徒数
以下の生徒数遷移表は公式ウェブサイトにある記述の一部より作成。
凡例
|  | 生徒数（人） |

| 1951年 | 701 |  |
| 1952年 | 645 |  |
| 1971年 | 322 |  |
| 1981年 | 253 |  |
| 1989年 | 147 |  |
| 1993年 | 121 |  |
| 2000年 | 80  |  |
| 2005年 | 69  |  |
| 2010年 | 80  |  |
| 2005年 | 69  |  |

## 通学区域
- 小野町の一部[4]
- 犬迫町のうち河頭地区を除いた全域